# Republica Socialistă Cehă
Republica Socialistă Cehă (ČSR, abreviere de la denumirea în limba cehă Česká socialistická republika) a fost denumirea oficială (între anii 1969 și 1990) Cehia, a părții de vest a Cehoslovaciei. În anul 1990 și-a schimbat denumirea în cea de Republica Cehă, iar în 1993 țara a obținut independență ca urmare a dezmembrării Cehoslovaciei.

## Istorie
După Primăvara de la Praga din 1968 și intervenția armatei sovietice în Cehoslovacia, s-a stopat aplicarea de reforme liberaliste pe teritoriul acestui stat, unica excepție rămânând legea privind federalizarea Cehoslovaciei. Fostul stat centralist a fost împărțit în două entități: Republica Socialistă Cehă și Republica Socialistă Slovacă. Legea a fost adoptată la data de 28 octombrie 1968 și a intrat în vigoare începând cu 1 ianuarie 1969. Au fost înființate două noi parlamente naționale — Consiliul Național Ceh și Consiliul Național Slovac, iar parlamentul cehoslovac a fost redenumit Adunarea Federală și împărțit în două camere: Casa Poporului (cehă Sněmovna lidu, slovacă Snemovňa ľudu) și Casa Națiunilor (Sněmovna národů, Snemovňa národov). Au fost adoptate cu această ocazie reguli de votare foarte complicate.
După Revoluția de Catifea, s-a eliminat cuvântul „socialistă” din denumirea oficială a celor două state care formau Cehoslovacia. Astfel, deși era o parte a Cehoslovaciei, statul ceh a devenit cunoscut sub denumirea oficială de Republica Cehă. Totuși, sistemul complicat de votare a parlamentarilor a fost păstrat – au existat cinci corpuri legislative, fiecare având drept de veto – ceea ce a întârziat reformele necesare în toate regiunile. În anul 1993, Republica Cehă și Republica Slovacă și-au declarat independența, cauzând dispariția Cehoslovaciei de pe harta politică a Europei.